# Populus angustifolia
Populus angustifolia är en art i poppelsläktet som förekommer i Nordamerika.
Artens huvudsakliga utbredningsområde utgörs av Great Basin i USA där den växer längs bäckar och andra mindre vattendrag. Trädet har en smal profil och bladen är lansettformiga med en gulgrön färg. Blomställningen är lummig och vit. Nya utskott är sega och används av ursprungsbefolkningen, bland annat av apacher och navajo, som ett slags tuggummi.

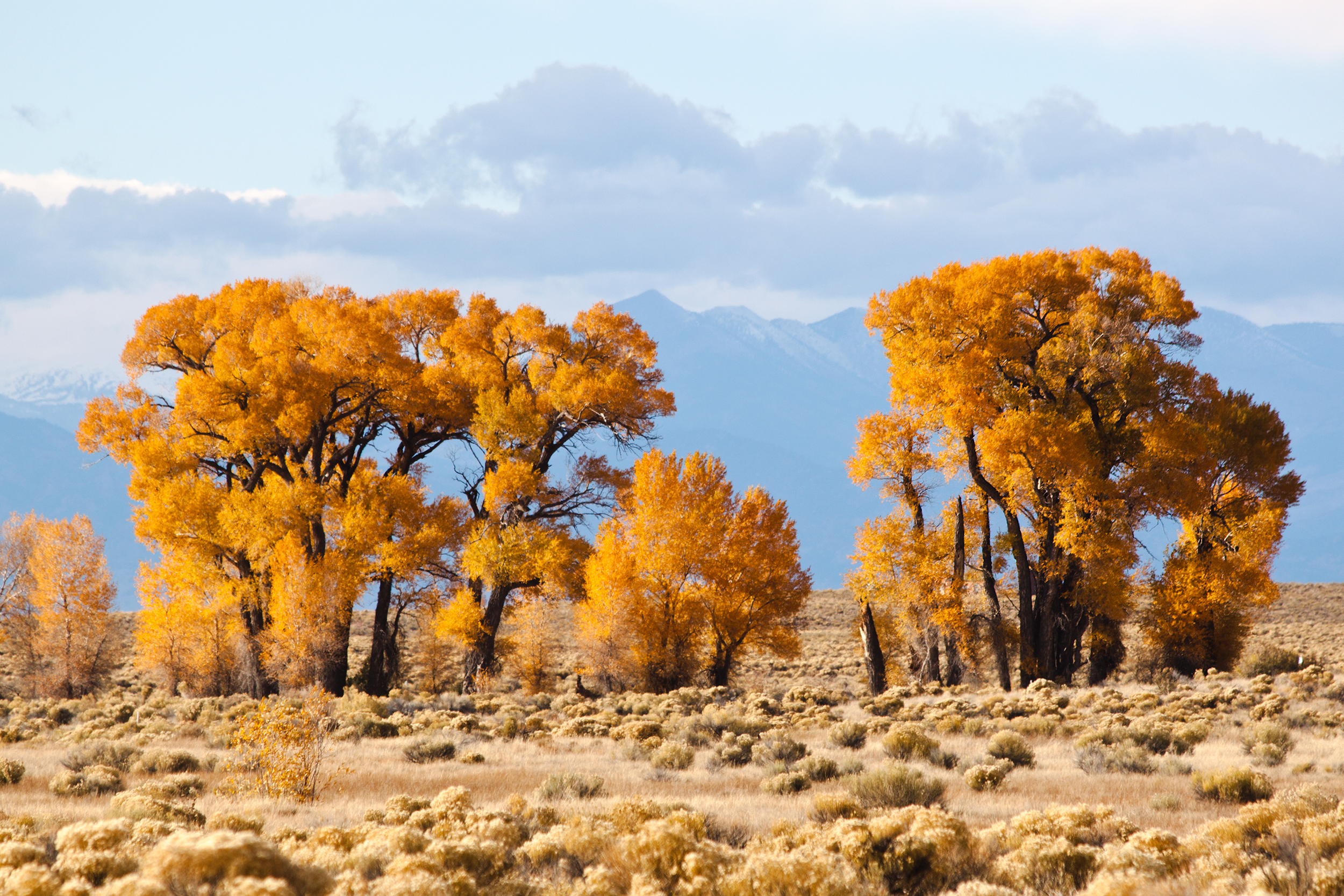
Populus angustifolia under hösten.